# Ceresium striatipenne
Ceresium striatipenne là một loài bọ cánh cứng trong họ Cerambycidae.